# بيت رياش (المحويت)

تعديل مصدري - تعديل

بيت رياش هي إحدى قرى عزلة عنبر بمديرية المحويت التابعة لمحافظة المحويت، بلغ تعداد سكانها 206 نسمة حسب تعداد اليمن لعام 2004.